# Linia 1 metra w São Paulo

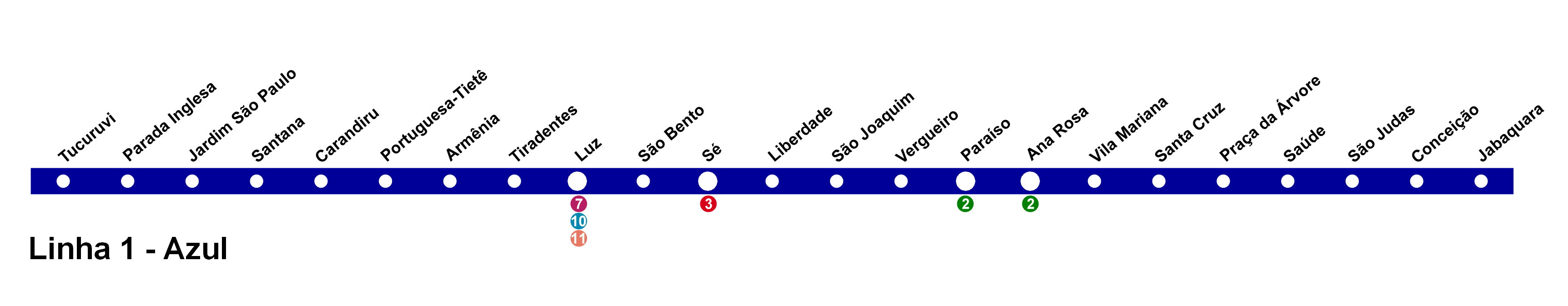
Linia 1 metra w São Paulo

Linia 1 metra w São Paulo (port. Linha 1 do Metrô de São Paulo ou Linha 1 Azul) – pierwsza linia metra w São Paulo, oddana do użytku 14 września 1974. Linia ma długość 20,2 km i liczy 23 stacje.

## Lista stacji

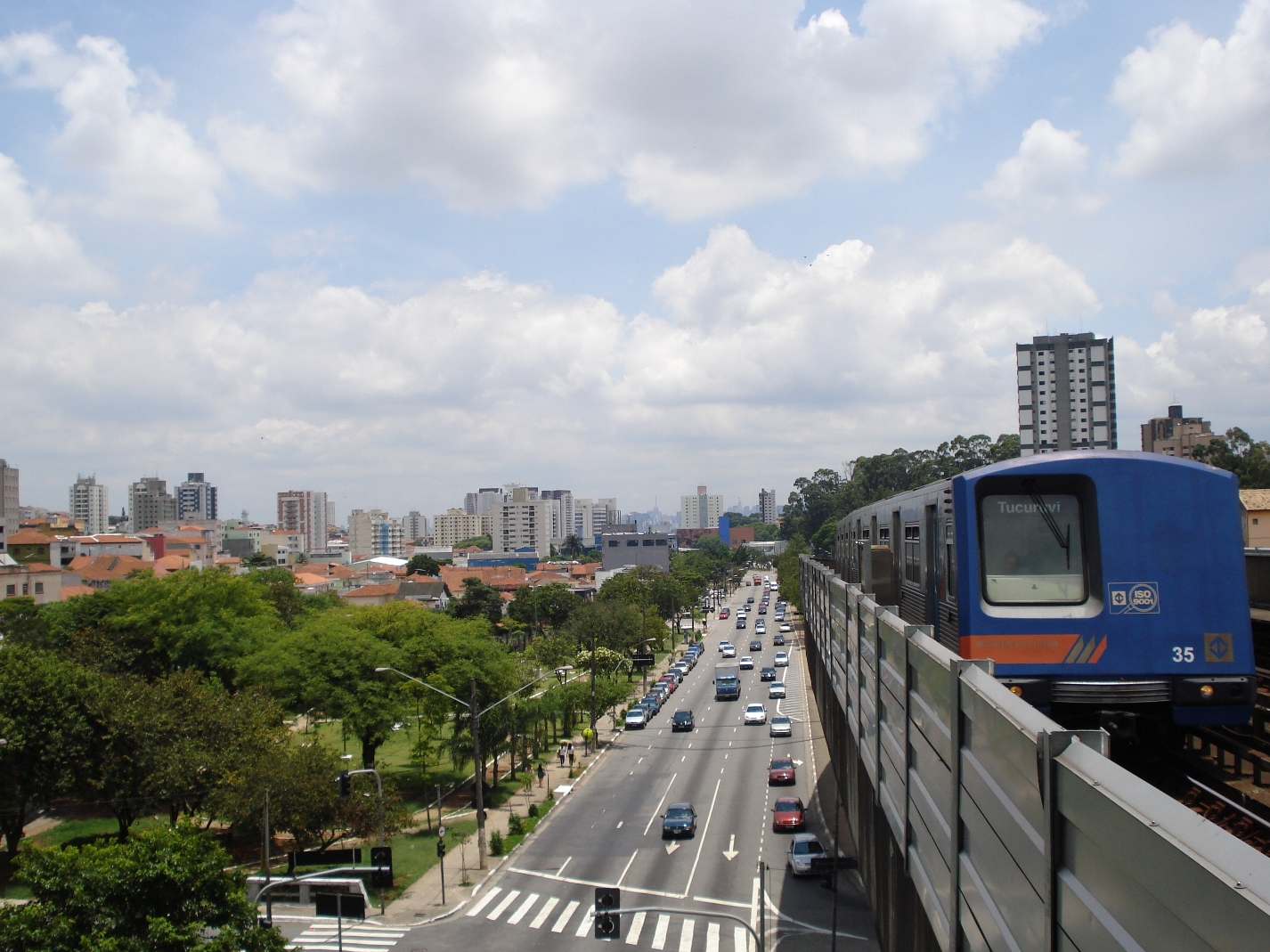
Pociąg na linii 1 metra w São Paulo

- Tucuruvi
- Parada Inglesa
- Jardim São Paulo
- Santana
- Carandiru
- Portuguesa-Tietê
- Armênia
- Tiradentes
- Luz
- São Bento
- Sé
- Liberdade
- São Joaquim
- Vergueiro
- Paraíso
- Ana Rosa
- Vila Mariana
- Santa Cruz
- Praça da Árvore
- Saúde
- São Judas
- Conceição
- Jabaquara